# Formió d'Efes
Formió (Phormion, Φορμίων) fou un filòsof peripatètic nadiu d'Efes. La seva fama deriva del fet que segons es diu va fer un discurs de diverses hores davant d'Hanníbal, sobre els deures militars d'un general i sobre l'art militar. Hanníbal va dir que de tots els savis que havia vist cap es podia comparar a Formió.